# Арсеније Пламенац
Арсеније Пламенац је био митрополит цетињски и владика Црне Горе од 1781. до 1784. године.
Када су 1766. године у Црну Гору стигле вести о смрти владике Василија Петровића-Његоша, пред старог митрополита Саву Петровића-Његоша се поставило питање о избору сапрестолника (коадјутора) и наследника. Избор је пао на његовог сестрића Арсенија Пламенца, из црмничког племена Бољевића, што је изазвало негодовање код многих Петровића-Његоша.
Пошто је у то време у Црну Гору пристигао свргнути српски патријарх Василије Јовановић-Бркић, указала се повољна прилика за Арсенијеву хиротонију, која је обављена у лето 1767. године од стране митрополита Саве и патријарха Василија. У то време, Пећка патријаршија је већ била укинута, а надлежност над свим српским епархијама под турском влашћу преузела је Цариградска патријаршија (1766). Управо по том основу, одлука митрополита Саве и патријарха Василија да самостално хиротонишу владику Арсенија представљала је чин немирења са новонасталим стањем. Одлуку о избору и хиротонији Арсенија Пламенца подржао је и Шћепан Мали.
Иако су црногорски главари били сложни у ставу да је старом митрополиту Сави неопходан наследник, ово питање је чак и након хиротоније владике Арсенија остало спорно, пошто је знатан део главара био за именовање архимандрита Петра Петровића Његоша. Након Савине смрти 1781. године, Арсеније Пламенац је постао митрополит, што је довело до додатних подела међу главарима у Црној Гори.
Митрополит Арсеније није био нарочито популаран међу главарима. Живео је прилично повучено и бавио се углавном црквеним пословима. Посебно је против њега била струја која се борила за проширење утицаја Венеције у Црној Гори и смањење руског утицаја. Умро је 15. маја 1784. године. Наследио га је Петар I Петровић Његош на трону Цетињске митрополије.